# 1416 az irodalomban
Az 1416. év az irodalomban.

## Halálozások
- május 30. – Prágai Jeromos cseh skolasztikus filozófus, teológus, tanár és előreformátor (* 1380 körül)